# Myrmatheca alticephalon
Myrmatheca alticephalon Prószynski, 2016 è un ragno appartenente alla famiglia Salticidae.
È l'unica specie nota del genere Myrmatheca.

## Distribuzione
Gli esemplari di questa specie sono stati rinvenuti in Indonesia (Sumatra e Borneo).

## Tassonomia
Per la descrizione delle caratteristiche di questo genere sono stati esaminati gli esemplari tipo di Myrmarachne alticephalon Yamasaki & Ahmad, 2013.
Dal 2017 non sono stati esaminati altri esemplari, né sono state descritte sottospecie al 2022.